# Eva Tetrazzini
Eva Tetrazzini   (Milà, març 1862 - Salsomaggiore Terme, 27 d'octubre de 1938) fou una soprano operística italiana.

## Biografia
Eva Tetrazzini va néixer a Milà el 1862, fou la germana gran de Luisa (1871-1940), també famosa soprano. Després d'estudiar a l'Institut Musical de Florència, Eva Tetrazzini va fer el seu debut escènic el 1882 interpretant el paper de Margherita del Faust de Charles Gounod. El 1885 va ser la protagonista de Bianca de Pierantonio Tasca al Teatro della Pergola de Florència. El 1886 va interpretar La Gioconda a l'Òpera de Niça, sota la direcció del mestre Cleofonte Campanini (1860-1919), amb qui es va casar el 1889.
En la seva carrera, Tetrazzini va actuar amb èxit als principals teatres d'òpera del món. El seu ampli repertori incloïa papers lírico-dramàtics d'òperes de Giuseppe Verdi (Othello, Aida) i papers veristes de Giacomo Puccini (Manon Lescaut i Tosca). En una de les primeres actuacions a Itàlia, va interpretar Die Meistersinger von Nürnberg de Wagner, en la seva versió en italià.
El 1888 va ser la primera Desdèmona als Estats Units d'Amèrica en l'estrena d'Otello a l'Acadèmia de Música de Nova York, dirigida per Cleofonte Campanini, amb el tenor Italo Campanini, germà del director, i la contralt Sofia Scalchi.
El 14 de maig de 1892 va estrenar l'òpera Garin o l'Eremita di Montserrat del compositor Tomás Bretón al Gran Teatre del Liceu de Barcelona, en una de les temporades que va fer en aquest teatre en la dècada del 1890.
El 1894 va ser Manon Lescaut al Teatre San Carlo de Nàpols. El 1901 va interpretar Tosca amb Edoardo Garbin i Angelo Masini i Maddalena di Coigny d'Andrea Chénier d'Umberto Giordano amb Giuseppe De Luca, dirigida per Campanini al Teatro Regio de Parma. Al mateix teatre, el 1902, va tornar a interpretar Fedora dirigida pel seu marit. El 1905 va interpretar el paper de Maddalena d'Andrea Chénier, amb Amedeo Bassi i Antonio Pini-Corsi al Théâtre de la Ville de París. El 1910 va ser Lucia di Lammermoor al Manhattan Center de Nova York.
El 1915 va abandonar l'escena operística tot i que va continuar actuant en concerts, sovint celebrats a Londres, on va ser especialment apreciada.
Va morir a 76 anys, l'any 1938, després d'una breu malaltia, a la seva vil·la de Salsomaggiore. A Roma, prop de Castel Giubileo, un carrer porta el nom de "Sorelle Tetrazzini" en honor de les dues germanes.